# Ligne de Laurila à Kelloselkä
La ligne Laurila–Kelloselkä (finnois : Laurila–Kelloselkä-rata) est une ligne de chemin de fer, à voie unique, du réseau de chemin de fer finlandais qui relie Laurila à Kelloselkä.

## Histoire
La ligne a été construite en plusieurs phases comme suit :
- 1903: (Kemi)–Laurila–(Tornio)[1]
- 1909: Laurila–Rovaniemi[1]
- 1934: Rovaniemi–Kemijärvi[1]
- 1941: Voitajärvi–Salla
- 1942: Kemijärvi–Kelloselkä[1]

L'électrification du tronçon Kemi–Rovaniemi a été mise en service le 1er décembre 2004. L'électrification du tronçon Rovaniemi–Kemijärvi a été mise en service le 11 mars 2014.

## Infrastructure
La ligne Laurila–Kelloselkä fait partie du réseau ferroviaire finlandais. Elle part de la gare de Laurila au nord de Keminmaa, traverse Rovaniemi et Kemijärvi et va jusqu'à la frontière à Kelloselkä dans la municipalité de Salla. La section Kemi–Laurila–Kemijärvi est électrifiée. Elle traverse le cercle polaire arctique au kilomètre de ligne 1003+850 entre les anciennes haltes Kunnarus et Outo-oja.